# Marie Stuart (film, 1940)
Pour les articles homonymes, voir Marie Stuart (homonymie).
Pour plus de détails, voir Fiche technique et Distribution.
Marie Stuart (titre original : Das Herz der Königin) est un film allemand produit et réalisé par Carl Froelich, sorti en Allemagne en 1940.

## Synopsis
Marie Stuart, reine d'Écosse, est retenue prisonnière au château de Fotheringhay par sa sœur, la reine Élisabeth Ier d'Angleterre. Le verdict sur son sort doit lui être rendu dans les prochaines heures. Le lendemain, elle apprend la décision de la cour du trône, que la reine a également acceptée : Mary Stuart doit mourir de la hache le jour suivant. En attendant la nouvelle, elle s'effondre et se rappelle les événements qui ont conduit à sa mort.
Arrivée de France en Écosse, elle est rejetée en tant que reine légitime des Écossais : son frère Jacob Stuart, qui a régné à sa place jusqu'alors, la considère comme une femme incapable de gouverner le pays rude et masculin qu'est l'Écosse. Il pense qu'elle aurait dû rester en France, pays plus féminin. Les lords du Royaume, notamment Lord Bothwell, critiquent Marie Stuart et Joan Gordon, dont la famille est persécutée par les Stuarts depuis des années, tente d'empoisonner Marie Stuart avec du vin dès son arrivée. Le Conseil de la Couronne, que Marie Stuart convoque pour annoncer les premières décisions politiques, n'apparaît pas - Jacob, le seul présent, déchire son papier de résolution. Lord Bothwell arrive alors que la reine est à nouveau seule et la harcèle en disant qu'il est tombé amoureux d'elle. Mary Stuart le fait arrêter pour avoir insulté la reine, même si elle est impressionnée par son comportement.
Élisabeth Ier envoie son confident, le pair anglais et Lord écossais Henry Darnley, en Écosse pour espionner pour elle et retourner la population contre Marie Stuart. Darnley, cependant, tombe amoureux de Marie Stuart et la conduit même au château de Lord Bothwell, où les seigneurs écossais discutent secrètement de la déposition de la reine. Mary Stuart s'aventure seule à la réunion et est capturée. Elle n'est libérée que parce qu'elle a fait le serment d'épouser un Écossais le lendemain. Mary Stuart choisit Lord Bothwell, qu'elle croit encore être un prisonnier. Bothwell, cependant, s'est déjà échappé avec Johanna Gordon et l'a épousée - Johanna veut se venger de Mary Stuart, Lord Bothwell veut le pouvoir. L'armée commune doit renverser Mary Stuart. Elle est maintenant contrainte d'épouser Lord Darnley, mais dans les affaires du gouvernement, elle est assistée par son chanteur italien David Riccio.
Entre-temps, Mary Stuart est devenue la mère de son fils Jacob. Lord Darnley est outré lorsqu'il se voit ridiculisé comme efféminé par un jongleur dans une pièce de théâtre grossière, il tombe facilement dans les intrigues du Lord, appelant Riccio son rival et le désignant également comme le père de l'enfant. Lord Darnley fait assassiner Riccio. Au même moment, l'armée de Lord Bothwell apparaît et fait emmener Marie Stuart au château de Lord Bothwell "pour sa propre protection" et prend provisoirement le pouvoir dans le pays. Pendant ce temps, Lord Darnley est tombé malade de la variole. Sur les instructions de son amant Lord Bothwell, Marie Stuart fait emmener son mari à Édimbourg, où il meurt dans une explosion à son domicile.
Élisabeth Ier envoie maintenant une armée en Écosse, ostensiblement pour libérer Marie Stuart de l'emprise de Bothwell et lui offrir elle-même un exil en Angleterre. Pendant ce temps, Mary Stuart épouse Lord Bothwell, qui s'est séparé de Joan Gordon. Ce dernier apparaît au mariage avec l'armée anglaise dirigée par Jacob Stuart et remet au couple des lettres d'amour secrètes de Mary Stuart à Lord Bothwell, qui incriminent notamment la reine. Lord Bothwell, confronté au choix de soutenir Mary Stuart et de mourir ou de la renier, lui tourne le dos et est donc traîné à la mort pour trahison envers la reine. Olivier, le page de Mary Stuart, est tué en essayant de cacher les lettres. Lorsque Jacob Stuart prend également l'enfant de sa sœur pour le protéger d'Élisabeth Ire, Marie Stuart accepte l'offre de la reine anglaise et s'exile en Angleterre.
L'histoire du cadre depuis le début est reprise, tandis que Mary Stuart est conduite à l'échafaud et s'agenouille devant le bourreau.

## Fiche technique
- Titre : Marie Stuart
- Titre original : Das Herz der Königin[1]
- Réalisation : Carl Froelich
- Assistants-réalisateur : Harald Braun, Rolf Hansen
- Scénario : Harald Braun, Jacob Geis, Franz-Jürgen Kleinert, Rolf Reissmann d'après le roman de Harald Braun
- Photographie :  Franz Weihmayr
- Montage :  Gustav Lohse
- Musique : Theo Mackeben
- Direction artistique :  Walter Haag
- Décors :
- Costumes :  Herbert Ploberger
- Son : Werner Pohl (de)
- Producteur :  Carl Froelich
- Société de production :  Universum Film AG (UFA)
- Société de distribution :  Viktoria-Filmverleih (Allemagne), L'Alliance Cinématographique Européenne (ACE), Casino Film Exchange (États-Unis)
- Pays de production :   Reich allemand
- Langue :  Allemand
- Tournage : de novembre 1939 à mars 1940 dans le studio Froelich à Berlin-Tempelhof et dans l'Ufastadt Babelsberg à Potsdam
- Métrage : 3 056 mètres
- Format : Noir et blanc — 35 mm — 1,37:1 — Son : Mono
- Genre : Film dramatique, Film biographique, Film historique
- Durée : 112 minutes
- Dates de sortie :
  - Allemagne : 1er novembre 1940
  - Hongrie : 19 décembre 1940
  - Danemark : 10 janvier 1941
  - France : 13 novembre 1941

## Distribution
- Zarah Leander : la reine Marie Ire d'Écosse
- Willy Birgel : James Hepburn, Lord Bothwell
- Maria Koppenhöfer : Élisabeth Ire d'Angleterre
- Lotte Koch : Johanna Gordon
- Axel von Ambesser : Henry Stuart (Lord Darnley)
- Friedrich Benfer : David Riccio
- Walther Suessenguth (de) : Lord Jacob Stuart
- Bruno Decarli : l'abbé Laurence
- Ruth Buchardt (de) : la première Marie
- Anneliese von Eschstruth : la seconde Marie
- Margot Hielscher : la troisième Marie
- Lisa Lesco (de) : la quatrième Marie
- Will Quadflieg : Olivier
- Odo Krohmann (de) : Lord Morton
- Herbert Hübner : Lord Arran
- Heinrich Marlow (de) : Lord chancelier anglais
- Hubert von Meyerinck : l'émissaire anglais
- Ernst Stahl-Nachbaur : John Knox
- Erich Ponto : le bouffon
- Ursula Herking
- Leni Sponholz
- Marianne Stanior (de)
- Fritz Brünske
- Karl Haubenreißer
- Emil Hess (de)
- Rudolf Klein-Rogge
- Margot Hielscher
- Eduard von Winterstein
- Josef Sieber
- Henry Lorenzen (de)
- Hans Mierendorff
- S. O. Schoening (de)
- Eduard von Winterstein
- Albert Florath
- Leopold von Ledebur
- Eduard Bruns
- Theo Brandt

## Autour du film
- Le tournage du film s'est déroulé de novembre 1939 à mars 1940 dans le studio Froelich à Berlin-Tempelhof et dans l'Ufastadt Babelsberg à Potsdam.